# 한원석
한원석(韓元碩, 1939년 8월 1일~)은 대한민국의 정치인이다. 제14대 국회의원을 지냈다.

## 학력
- 국제대 3년 중퇴, 방송대 중문과 졸업(문학사)
- 성균관대대학교 대학원 졸업(문학석사)
- 단국대학교 중어중문학과 졸업(문학박사)
- 국립대만사범대학, 일본와세다대
- 중국청화대 CEO과정 수료
- 고려대학교 경영대학원 수료

## 경력
- 국방부 근무
- 대유물산 대표
- 민추협청년국장, 평민당청년국장, 문교사회국장
- 민주당청년위상근부위원장
- 정당간부정치제도시찰차 미주, 구라파지역 방문
- 제14대 국회의원
- 우리당 국정자문위원회 동북아분과위원장
- 서일대, 방송대, 단국대강사
- 단국대중국연구소 연구위원
- 새천년민주당연수원 부원장
- (사)민추협감사, 지도위원, 부회장
- 산자부 한일산업, 기술협력재단 전무이사(현 상근부회장)
- 한일경제협회 전무이사(현 상근부회장)
- 경기대정치전문대학원 대우교수
- 외교통상부 (사)한중일교류협회장
- 1984년 창립 한중문화연구회장(현)
- 대한민국헌정회 운영위원
- 더불어민주당 중앙당 고문(현)
- 대한민국헌정회 감사(현)

## 역대 선거 결과
| 실시년도 | 선거  | 대수 | 직책     | 선거구 | 정당   | 득표수      | 득표율         | 순위        | 당락 | 비고       |
| -------- | ----- | ---- | -------- | ------ | ------ | ----------- | -------------- | ----------- | ---- | ---------- |
| 1992년   | 총선  | 14대 | 국회의원 | 전국구 | 민주당 | 6,004,578표 | \| \| 29.2% \| | 전국구 37번 |      | 초선, 승계 |
|          | 29.2% |      |          |        |        |             |                |             |      |            |